# Sam Welsford
Sam Welsford est un coureur cycliste australien, né le 19 janvier 1996 à Subiaco (en). Spécialiste de la piste, il est champion olympique de la poursuite par équipes en 2024, ainsi que triple champion du monde de poursuite par équipes en 2016, 2017 et 2019. Il remporte également un titre mondial sur le scratch en 2019.

## Biographie

### Débuts cyclistes et victoires sur la piste
Sam Welsford commence le cyclisme à l'âge de huit ans parce qu'il veut imiter son père. Très vite, il s'illustre sur la piste. En 2013 et 2014, il devient champion du monde de poursuite par équipes juniors (17/18 ans) avec le quatuor australien. En 2014, il fait ses débuts chez les élites et remporte deux médailles d'or aux championnats d'Océanie sur piste sur la poursuite par équipes (avec Daniel Fitter, Tirian McManus et Callum Scotson) et la course à l'américaine avec Scott Law.
En 2016, Welsford devient champion du monde de poursuite par équipes à Londres, aux côtés de Callum Scotson, Michael Hepburn, Alexander Porter, Luke Davison et Miles Scotson. La même année, il est sélectionné pour participer à la poursuite par équipes aux Jeux olympiques de Rio de Janeiro et décroche la médaille d'argent avec Alexander Edmondson, Jack Bobridge et Hepburn. En avril 2017, il est à nouveau champion du monde de poursuite par équipes avec Cameron Meyer, Alexander Porter, Nicholas Yallouris, Kelland O'Brien et Rohan Wight. En avril 2018, il décroche la médaille d'or aux Jeux du Commonwealth 2018 en poursuite par équipes. Les Australiens s'imposent en battant en finale le record du monde en 3 min 49 s 804. Il gagne également l'or sur la course scratch. 
Aux mondiaux de 2019 à Pruszków, en Pologne, il remporte deux titres la même journée. Moins d'une heure après que le quatuor australien ait remporté le titre mondial avec un record du monde, Welsford s'impose également sur la course scratch, son premier titre individuel. Aux championnats d'Océanie, il remporte l'américaine et l'omnium. Aux Jeux olympiques de Tokyo, reportés en août 2021, il est médaillé de bronze  de la poursuite par équipes avec Kelland O'Brien, Leigh Howard, Alexander Porter et Lucas Plapp.

### DSM (2022-2023)
Après les Jeux Olympiques de Tokyo, Welsford se tourne davantage vers le cyclisme sur route et devient membre de l'UCI WorldTeam DSM pour la saison 2022. Il s'illustre principalement comme sprinteur. Après avoir terminé troisième du Grand Prix de l'Escaut, il décroche sa première victoire sur la cinquième étape du Tour de Turquie en parvenant à battre, entre autres, Jasper Philipsen. 
En 2023, il commence la saison avec deux victoires d'étape sur le Tour de San Juan. Il remporte ensuite sa première course d'un jour, le Grand Prix Criquielion. Il termine ensuite sur le podium de la Bredene Koksijde Classic et du Grand Prix de l'Escaut, terminant respectivement deuxième et troisième. Après avoir participé à son premier Tour de France, il décroche au sprint sa première victoire dans l'UCI World Tour lors de la quatrième étape du Renewi Tour devant Olav Kooij et Jasper Philipsen. Une semaine après son succès, il est annoncé que Welsford rejoindra l'équipe Bora-hansgrohe pour la saison 2024.

### Bora Hansgrohe (depuis 2024)
Pour sa première course sur route sous les couleurs de l'équipe Bora Hansgrohe, il remporte la 1re étape du Tour Down Under (la première course de l'UCI World Tour 2024) à Tanunda en Australie au sprint devant Phil Bauhaus, Biniam Girmay et Caleb Ewan et s'empare du maillot de leader de cette course à étapes qu'il doit néanmoins céder le lendemain. Il gagne encore deux étapes de ce tour australien et s'adjuge le classement par points. En mai, il prend part au Tour de Hongrie où il gagne la 1re étape. Aux Jeux olympiques à Paris, il devient champion olympique de poursuite par équipes. En fin d'année, il annonce vouloir arrêter la piste pour se consacrer pleinement aux courses sur route, après avoir atteint l'objectif de sa carrière avec la médaille d'or olympique.
Après avoir été sacré Champion d'Australie du critérium et avoir remporté la Villawood Men's Classic, une course d'un jour de préparation pour le Tour Down Under, Welsford gagne comme l’année précédente la 1re étape de son tour national et revêt le maillot orange de leader. Le lendemain, il réalise le doublé en battant Bryan Coquard et Arne Marit lors du sprint final, il prend alors un avantage décisif pour le classement par points. Cette avance va être renforcée lors de la 6e et dernière étape qu’il remporte à nouveau devant Coquard, l’Australien gagne alors pour la deuxième année consécutive le maillot du classement par points.

## Palmarès sur route

### Par année
| - 2011 - 2e du championnat d'Australie du contre-la-montre cadets - 2014 - 1re étape de la Goldfields Cyclassic - 2016 - 2e du championnat d'Australie du critérium espoirs - 2017 - Tour du Gippsland : - Classement général - 1re et 2e étapes - 2e de la Melbourne to Warrnambool Classic - 2018 - 3e étape du Tour of the Great South Coast - 2e étape du Tour of the King Valley - 2e étape de l'Amy's Otway Tour - Noosa Criterium - 2e de l'Amy's Otway Tour - 3e du championnat d'Australie du critérium espoirs - 3e du Tour of the King Valley - 2019 - Wal Smith Memorial - 1re étape du Tour of the Riverland - Lus Van Roden - Wielerdag van Monster - 1re et 3e étapes du Tour of the Great South Coast | - 2020 - Champion d'Australie du critérium - 2021 - 4e étape du Santos Festival of Cycling - 2022 - 5e étape du Tour de Turquie - 3e du Grand Prix de l'Escaut - 2023 - 6e et 7e étapes du Tour de San Juan - Grand Prix Criquielion - 4e étape du Renewi Tour - 2e du Grand Prix de l'Escaut - 2e du ZLM Tour - 3e du Grand Prix Jean-Pierre Monseré - 3e de la Bredene Koksijde Classic - 3e de la Veenendaal-Veenendaal Classic - 2024 - 1re, 3e et 4e étapes du Tour Down Under - 1re étape du Tour de Hongrie - 3e du championnat d'Australie du critérium - 2025 - Champion d'Australie du critérium - 1re, 2e et 6e étapes du Tour Down Under - 2e de la Surf Coast Classic - 10e de la Classic Bruges-La Panne |  |

### Résultats sur les grands tours

#### Tour de France
1 participation
- 2023 : 144e

### Classements mondiaux
| Année                                 | 2022 | 2023 | 2024 |
| ------------------------------------- | ---- | ---- | ---- |
| Classement mondial                    | 278e | 83e  | 280e |
| UCI Oceania Tour                      | 22e  | 6e   | nc   |
|                                       |      |      |      |
| Légende : nc = non classéSource : UCI |      |      |      |

## Palmarès sur piste

### Jeux olympiques
- Rio 2016
  -  Médaillé d'argent de la poursuite par équipes
- Tokyo 2020
  -  Médaillé de bronze de la poursuite par équipes
  - 11e de l'omnium
- Paris 2024
  -  Champion olympique de poursuite par équipes

### Championnats du monde
- Londres 2016
  -  Champion du monde de poursuite par équipes (avec Callum Scotson, Michael Hepburn, Alexander Porter, Luke Davison et Miles Scotson)
  - 7e de la course aux points
- Hong Kong 2017
  -  Champion du monde de poursuite par équipes (avec Cameron Meyer, Alexander Porter, Nicholas Yallouris, Kelland O'Brien et Rohan Wight)
  - 7e de l'omnium[4]
- Pruszków 2019
  -  Champion du monde de poursuite par équipes (avec Kelland O'Brien, Alexander Porter, Leigh Howard et Cameron Scott)
  -  Champion du monde de scratch
  - 12e de l'omnium

### Championnats du monde juniors
- Glasgow 2013
  -  Champion du monde de poursuite par équipes juniors (avec Jack Edwards, Joshua Harrison et Callum Scotson)
  -  Médaillé de bronze de l'américaine juniors
- Séoul 2014
  -  Champion du monde de poursuite par équipes juniors (avec Alexander Porter, Daniel Fitter et Callum Scotson)
  -  Médaillé d'argent de l'omnium juniors

### Coupe du monde
- 2015-2016
  - 1er de la poursuite par équipes à Hong Kong (avec Alexander Porter, Miles Scotson et Rohan Wight)
- 2016-2017
  - 1er de l'omnium à Cali
- 2018-2019
  - 1er de l'omnium à Berlin
  - 1er de la poursuite par équipes à Berlin (avec Kelland O'Brien, Alexander Porter, Leigh Howard et Cameron Scott)
  - 2e de l'américaine à Hong Kong
- 2019-2020
  - 1er de la poursuite par équipes à Brisbane (avec Kelland O'Brien, Alexander Porter, Leigh Howard et Lucas Plapp)
  - 1er de l'américaine à Brisbane (avec Cameron Meyer)
  - 2e de la poursuite par équipes à Cambridge
  - 3e de l'américaine à Glasgow

### Coupe des nations
- 2024
  - 2e de la poursuite par équipes à Adélaïde

### Jeux du Commonwealth
| Édition / Épreuve | Poursuite individuelle | Poursuite par équipes                      | Scratch |
| Gold Coast 2018   | 5e                     | Or (avec Porter, Howard, O'Brien et Kerby) | Or      |

### Championnats d'Océanie
| Édition / Épreuve | Poursuite par équipes                | Course aux points | Scratch | Américaine                | Omnium |
| Adélaïde 2014     | Or (avec McManus, Scotson et Fitter) |                   |         | Or (avec Scott Law)       |        |
| Invercargill 2015 |                                      |                   | Argent  | Argent                    | Or     |
| Melbourne 2016    | Or (avec O'Brien, Scotson et Porter) | Or                |         |                           | Bronze |
| Adélaïde 2018     |                                      |                   | Or      |                           | Or     |
| Invercargill 2019 |                                      |                   |         | Or (avec Kelland O'Brien) | Or     |

### Championnats d'Australie
- Champion d'Australie d'omnium juniors en 2013
- Champion d'Australie de poursuite en 2016
- Champion d'Australie de poursuite par équipes en 2017
- Champion d'Australie de l'américaine en 2017 (avec Cameron Meyer), 2019 (avec Kelland O'Brien) et 2021 (avec Leigh Howard)
- Champion d'Australie de scratch en 2017
- Champion d'Australie d'omnium en 2017 et 2018